# Чорна стріла (фільм, 1948)
Чорна стріла (англ. The Black Arrow) — американська пригодницька мелодрама режисера Гордона Дугласа 1948 року.

## Сюжет
Молодий дворянин Річард Шелтон повертається з Війни Троянд, щоб знайти свого батька убитим, а сімейний маєток зайнятий його дядьком.

## У ролях
- Луїс Хейуорд — сер Річард Шелтон
- Джанет Блер — Джоанна Седлі
- Джордж Макреді — сер Деніел Бреклі
- Едгар Баканан — Лоулесс
- Різ Вільямс — Бенет Геч
- Волтер Кінгсфорд — сер Олівер Оутс
- Лоуелл Гілмор — герцог Глостер
- Хелліуелл Хоббс — єпископ Тісбарі
- Пол Кевена — сер Джон Седлі
- Рей Тіл — Нік Еплярд
- Расселл Хікс — сер Гаррі Шелтон
- Леслі Денісон — сер Вільям Кетесбі
- Бетті Фейрфакс — Дейм Картер